# Dornschwanzhörnchen
Die Dornschwanzhörnchen (Anomaluridae) sind eine artenarme Familie von Nagetieren der Regenwälder West- und Zentralafrikas.

## Merkmale
Die Gestalt eines Dornschwanzhörnchens hat verblüffende Übereinstimmungen mit der eines Gleithörnchens. Trotz dieser äußerlichen Ähnlichkeit gehören Dornschwanzhörnchen weder zu den Hörnchen noch sind sie mit diesen verwandt. Mit Ausnahme des abweichenden Dornschwanzbilchs haben alle Arten eine Flughaut. Bei näherem Hinsehen ergibt sich hier ein Unterschied zu den Gleithörnchen: Während bei diesen ein sichelförmiger Knochen an der Handwurzel die Gleithaut spannt, haben Dornschwanzhörnchen eine verbreiterte Elle, auf der ein knorpeliger Stab sitzt, der diese Funktion übernimmt. Hieraus lässt sich bereits ersehen, dass sich bei Gleithörnchen und Dornschwanzhörnchen die Gleitmembran unabhängig voneinander entwickelt hat, so dass es sich um ein Beispiel für Konvergente Evolution handelt.
Namensgebend für die Dornschwanzhörnchen ist eine Reihe haarloser Schuppen an der Schwanzunterseite. Jeder dieser Schuppen sitzt ein horniger Dorn auf. Die Schuppen besetzen das vordere Schwanzdrittel, ihre Zahl liegt je nach Art zwischen zwölf und achtzehn. Die Funktion dieser Vorrichtung ist offensichtlich ein besserer Halt, den die Tiere im Geäst finden, wenn sie sich mit den Dornen in der Rinde verankern. Die Größe variiert erheblich: Die Gleitbilche haben eine Kopfrumpflänge von nur 6 cm, dagegen erreichen manche der größten Dornschwanzhörnchen Maße von 45 cm, wozu noch einmal die gleiche Schwanzlänge hinzukommt.

## Lebensweise
Dornschwanzhörnchen sind Bewohner der Regenwälder, wo sie mit den spitzen Krallen, den erwähnten Hornschuppen und der Gleitmembran hervorragend an ein Leben in der Wipfelregion der Bäume angepasst sind. Auf den Waldboden gelangen diese Tiere wohl nur versehentlich, und dort bewegen sie sich dann recht unbeholfen. Einen senkrechten Baumstamm erklettern sie beinahe nach Art einer Spannerraupe: Sie schlagen die Krallen der Vorderbeine in die Rinde und ziehen dann den Hinterkörper nach.
Das Gleitverhalten ähnelt dem der Gleithörnchen. Von einem hoch gelegenen Ast stoßen sich Dornschwanzhörnchen ab und öffnen ihre Gleithaut, die sie dann bis zu 100 m, nach unbestätigten Berichten sogar bis zu 250 m weit trägt. Oft ist allerdings ein wesentlich kürzerer Flug ausreichend, um einen benachbarten Baum zu erreichen.
Alle Dornschwanzhörnchen sind nachtaktiv. Den Tag verschlafen sie in Baumhöhlen. Die Nahrung sind Nüsse, Früchte und Blätter. Gelegentlich fressen sie auch Insekten.

## Systematik

### Äußere Systematik

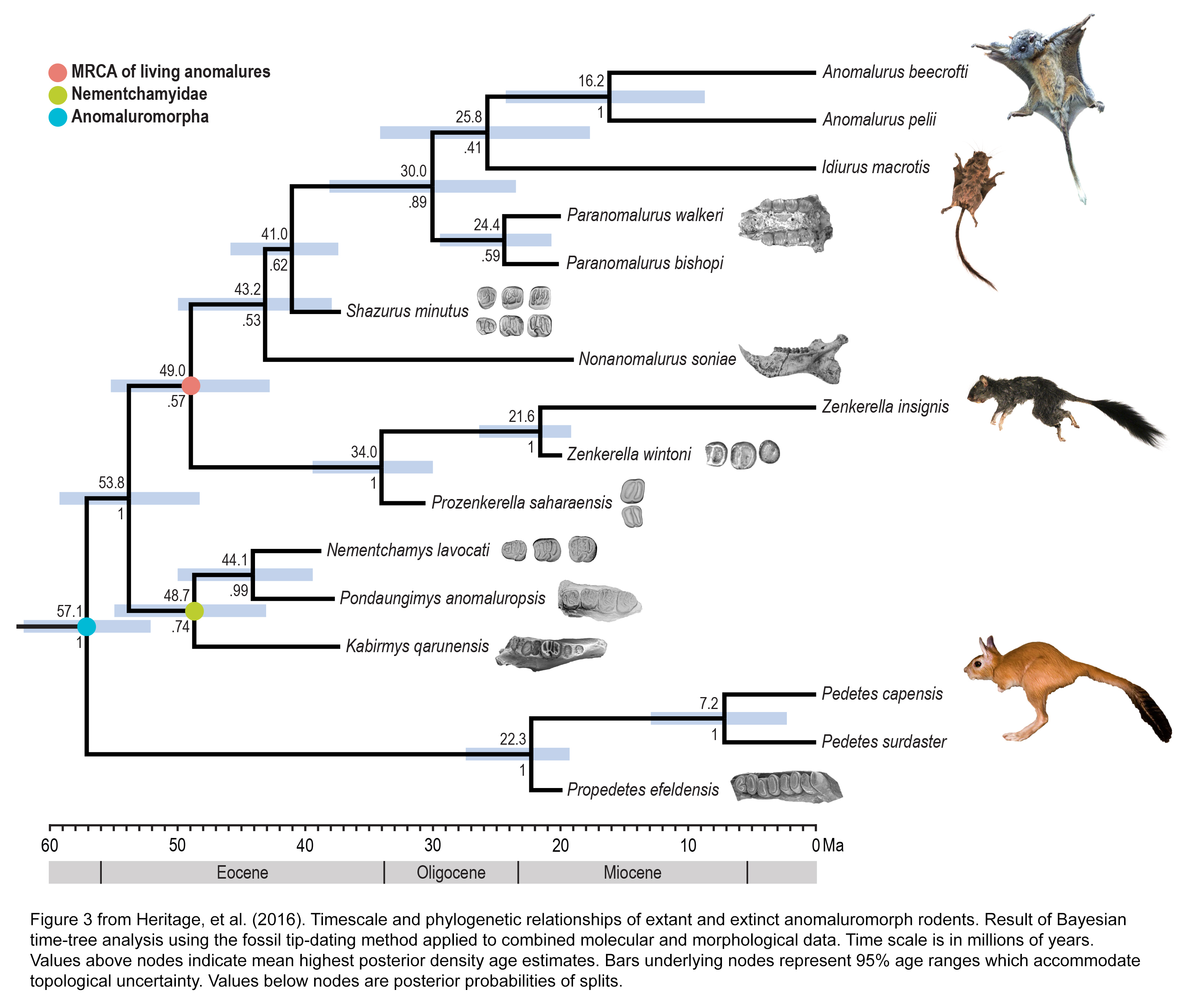
Kladogramm der Dornschwanzhörnchenverwandten

Die Einordnung der Dornschwanzhörnchen ins System der Nagetiere war lange Zeit vollkommen rätselhaft und ist noch immer weit entfernt davon, geklärt zu sein. Eine Einordnung bei den Hörnchen, wie der Name der Gruppe nahezulegen scheint, wurde schon früh ausgeschlossen, da es über die Gleithaut hinaus keinerlei Gemeinsamkeiten gibt, und auch diese bei näherer Betrachtung von der der Gleithörnchen sehr verschieden ist. Vor allem die Schädelform ist unter Nagetieren einmalig. Auf der Suche nach Gemeinsamkeiten mit anderen Nagetieren fand man schließlich den von der äußeren Form vollkommen verschiedenen Springhasen, der in anatomischen Details des Mittelohrs und der Halsschlagader Übereinstimmungen mit den Dornschwanzhörnchen zeigte. Diese 1985 erstmals vorgeschlagene Hypothese wurde zunächst aufgrund fehlender Fossilbelege angezweifelt, gilt inzwischen aber dank der molekulargenetischen Analysen von Montgelard & al. als gesichert. Dornschwanzhörnchen und Springhasen gelten daher als Schwestergruppen und werden in einem gemeinsamen Taxon Dornschwanzhörnchenverwandte (Anomaluromorpha) zusammengefasst. Beide Gruppen haben sich aber schon sehr früh, vermutlich im Eozän, voneinander getrennt.
Die Frage, welche Verwandtschaftsverhältnisse nun wiederum die Anomaluromorpha zu anderen Nagetieren haben, bewegen sich momentan noch im Bereich reiner Spekulation. Momentan steht das Taxon innerhalb der Nagetiere weitgehend isoliert da.

### Innere Systematik
Bekannt sind zwei Gattungen der Dornschwanzhörnchen:
- Echte Dornschwanzhörnchen (Anomalurus)
- Gleitbilche (Idiurus)

Bis 2016 gehörte auch der Dornschwanzbilch (Zenkerella insignis) zu den Dornschwanzhörnchen. Er hat zwar die kennzeichnenden Hornschuppen der Schwanzunterseite, aber keine Flughaut und wurde in die Unterfamilie Zenkerellinae gestellt. Da sich der Dornschwanzbilch schon im Eozän vor mehr als 30 Millionen Jahren von der evolutionären Linie, die zu den Dornschwanzhörnchen führte, abgespalten hat, wurde die Unterfamilie Zenkerellinae im Jahr 2016 in den Familienrang erhoben.

## Fossilgeschichte
Während es für gemeinsame Vorfahren der Springhasen und Dornschwanzhörnchen wie erwähnt keine Belege gibt, sind fossile Dornschwanzhörnchen seit dem frühen Eozän belegt, was sie zu einer der ältesten bekannten Nagetiertaxa macht. Ebenfalls aus dem Eozän kennt man die Fossilien der Zegdoumyidae, die in der engeren Verwandtschaft der Dornschwanzhörnchen angesiedelt werden. Von den Dornschwanzhörnchen selbst ist aus dem Eozän die Gattung Nementchamys und aus dem Oligozän und Miozän die Gattung Paranomalurus bekannt. Die heute lebenden Gattungen sind seit dem Miozän überliefert. Während all diese Fossilien in Afrika gefunden wurden, wo auch die heutigen Dornschwanzhörnchen beheimatet sind, wurden in jüngerer Zeit Überreste eines Pondaungimys genannten Nagetiers in Südostasien gefunden. Auch andere bisher nicht mit letzter Sicherheit zugeordnete Funde lassen den Schluss zu, dass Dornschwanzhörnchen einst auch in Asien beheimatet waren.

## Belege
1. ↑  
Steven Heritage, David Fernández, Hesham M. Sallam, Drew T. Cronin, Josè Manuel Esara Echube, Erik R. Seiffert: Ancient phylogenetic divergence of the enigmatic African rodent Zenkerella and the origin of anomalurid gliding. In: PeerJ. Nr. 4, 2016, S. e2320, doi:10.7717/peerj.2320.